# 山形市立東小学校
山形市立東小学校（やまがたしりつ ひがししょうがっこう）は、山形県山形市にある公立小学校である。

## 概要
山形市市街地からやや北にあり、主に馬見ヶ崎川の北側を学区としている。

## 沿革
出典「山形市立東小学校沿革（学校ホームページ内）」
- 1981年（昭和56年）
  - 4月 - 開校。
  - 7月 - 校章制定。
  - 11月 - 校歌発表会開催。
- 1982年（昭和57年）3月 - 同窓会設立総会開催。第1回卒業授与式挙行。
- 1988年（昭和63年）6月 - 西校舎解体。
- 1989年（平成元年）9月 - グランド改修。
- 1991年（平成3年）10月 - 創立10周年記念式典挙行。
- 1992年（平成4年）11月 - 学校週5日制による土曜休業開始。
- 1996年（平成8年）5月 - 創立15周年記念行事開催（親子コンサート始まる）。
- 2000年（平成12年）11月 - コンピュータ室完成。
- 2001年（平成13年）
  - 4月 - 2学期制導入。
  - 11月 - 創立20周年記念式挙行。
- 2002年（平成14年）4月 - 完全学校週5日制開始。
- 2003年（平成15年）4月 - さわやか学級（特別支援学級）新設。
- 2006年（平成18年）1月 - 「子ども見守り隊」発足。
- 2007年（平成19年）2月 - 「校舎改築等基本構想」概要説明。
- 2008年（平成20年）5月 - 放課後子ども教室が開始される。
- 2009年（平成21年）
  - 5月 - 校舎改築のため体育館・プールの解体。体育館とのお別れ会開催。
  - 9月 - グラウンドでの校舎改築工事開始。運動会は河川敷のグラウンドで実施した。
- 2010年（平成22年）12月 - 新校舎完成。全校生で引越作業（重い物は保護者の協力も得た）。
- 2011年（平成23年）12月 - 新校舎落成式挙行。
- 2012年（平成24年）
  - 5月 - 新グラウンド完成
  - 9月 - 新グラウンド完成記念秋季大運動会。
- 2016年（平成28年）5月 - 創立35周年記念行事開催。
- 2018年（平成30年）4月 - 「さわやか3組」新設。
- 2020年（令和2年）2月 - クーラー設置完了。

## 学区
- 五十鈴（一丁目～三丁目）、泉町、印役町一丁目（3番～12番）、印役町五丁目、大野目（二丁目～四丁目）、花楯一丁目（1番～18番）、花楯二丁目[1]

## 卒業後
- 第四中学校へ進学する。

## 学校周辺
- 馬見ヶ崎川
  - ゲートボール場
- 稲荷神社
- いずみ公園
- 山形市立第四中学校
- 千歳ののはな保育園
- なお、馬見ヶ崎川をはさんだ対岸側には、つくも保育園やあかしや公園がある。

## アクセス
- 山交バス「D15」・「T20」の各系統で、「花楯町」バス停下車後、徒歩約400m・約6分。
- JR山形駅から、上述の山交バスで、
  - 「D15」系統で、「花楯町」バス停まで、17分～22分。
  - 「T20」系統で、「花楯町」バス停から、20分～23分。
  - また、上記山交バス「北駅角」バス停へ、北山形駅から徒歩移動する事も可能。

## 著名な出身者
- 高橋みゆき（バレーボール選手）
- 高橋和人（バレーボール選手） - 高橋みゆきの弟
- 菅井直樹（元Jリーガー）